# 霍利斯通加峰
72°2′S 8°57′E / 72.033°S 8.950°E
霍利斯通加峰（英語：Hålisstonga Peak）是南極洲的山峰，位於東部南極洲的毛德皇后地，屬於庫爾策山脈的一部分，海拔高度2,780米，現時受南極條約體系管理。